# Barry Hepburn
Barry Hepburn (* 7. März 2004 in Bannockburn) ist ein schottischer Fußballspieler.

## Karriere

### Verein
Hepburn begann seine Karriere bei Celtic Glasgow. Zur Saison 2020/21 wechselte er nach Deutschland zur U17 des FC Bayern München. Zur Saison 2021/22 rückte er dann in den Kader der A-Junioren der Bayern, für die er bis 2023 spielte. Im Oktober 2022 debütierte er für die Reserve der Münchner in der Regionalliga Bayern, für die er bis zum Ende der Saison 2022/23 viermal zum Einsatz kam.
Zur Saison 2023/24 wurde der Flügelstürmer in seine Heimat an den Zweitligisten FC Queen’s Park verliehen. Für Queen’s Park absolvierte er insgesamt 14 Partien in der Scottish Championship. Im Januar 2024 wurde die Leihe vorzeitig beendet und Hepburn wurde an den österreichischen Zweitligisten DSV Leoben weiterverliehen. Während der Leihe kam er zu zehn Einsätzen in der 2. Liga. Im Sommer kehrte er vorübergehend nach München zurück, ehe sein Vertrag mit dem Verein Anfang September 2024 aufgelöst wurde.

### Nationalmannschaft
Hepburn bestritt zwischen 2018 und 2022 insgesamt zwölf Nachwuchs-Länderspiele für die schottische U16-, U17- und die U19-Nationalmannschaft.